# Transformers Animated
Transformers: Animated (określanie nazwą Animated, skrótem TFA lub TF:A) – seria zabawek Transformers wydana na przełomie 2007/2008 roku. Wraz z zabawkami powstał serial animowany produkcji Cartoon Network Studios, a wykonany przez japońskie studio MOOK DLE, The Answer Studio i Studio 4 °C. Serial rozpoczęto trzyczęściowym odcinkiem „Transformacja i jazda” nadanym 26 grudnia 2007 roku. Zabawki trafiły do sklepów późną wiosną ze względu na wyprzedaż zabawek z serii The Movie. W USA pojawił się na kanałach Cartoon Network i The Hub, natomiast w Polsce na kanale Cartoon Network. Sam serial czerpie garściami z filmu i Generacji 1.

## Fabuła
Wielka Wojna między Autobotami i Decepticonami dobiegła końca. Mała grupa Autobotów, których „usunięto” z oczu opinii publicznej za różne przewinienia, pod przewodnictwem Optimusa Prime’a naprawia mosty kosmiczne. W pewnym momencie dochodzi do odkrycia Wszechiskry (AllSpark), wyrzuconej w kosmos poza zasięg Decepticonów. Wkrótce Autoboty zostają zaatakowane. Na ich statek wdziera się Megatron, lider Decepticonów, jednak zanim udaje mu się przejąć skarb, wybucha ładunek przyczepiony mu przez Starscreama, a statek Autobotów wlatuje w most kosmiczny i rozbija się na Ziemi. Megatron wypada ze statku i znika. Jego głowę odnajduje młody naukowiec, prof. Isaac Sumdac. Po 50 latach miasto Detroit staje się technologiczną potęgą, dzięki informacjom wydobytym z Megatrona przez Sumdaca. Autoboci budzą się na pokładzie swojego statku i przyjmują formy ludzkich pojazdów. Pomagając potrzebującym pomocy ludziom, zdobywają ich zaufanie. Tymczasem Decepticony zbliżają się do Ziemi, a Megatron knuje plan odzyskania Wszechiskry i swojego własnego ciała.

## Wersja polska
Na zlecenie: Jetix – IZ-Text
Dźwięk i montaż: Grzegorz Grocholski i Iwo Dowsilas
Tekst polski: Natalia Bartkowska
Konsultacja: transformery.pl
W polskiej wersji wystąpili:
- Agnieszka Wajs –
  - Sari Sumdac,
  - Teletran 1 (odc. 1-2, 15-16),
  - Elita (odc. 9)
  - Blackarachnia (odc. 9, 15-16, 26),
  - Arcee (odc. 7)
- Krzysztof Korzeniowski –
  - Optimus Prime,
  - Bumblebee
- Dariusz Stach – Ratchet
- Maciej Walentek –
  - Bulkhead,
  - Blitzwing,
  - Prometeusz Black/Meltdown,
  - Grimlock  (odc. 6, 12, 15, 17, 23, 26)
- Konrad Ignatowski – 
  - Prowl,
  - Sentinel Prime
- Szymon Kuśmider – 
  - kapitan Fanzone,
  - Tutor-bot,
  - Starscream (odc. 1-3, 11, 15-16, 19, 23, 28-29),
  - Jazz (odc. 17),
  - Klony Starscreama (odc. 23)
- Mirosław Neinert – 
  - Megatron,
  - Prof. Isaac Sumdac
- Ireneusz Załóg – 
  - Porter C. Powell,
  - Soundwave,
  - Lugnut,
  - Ultra Magnus

W pozostałych rolach:
- Anita Sajnóg – Profesor Princes (odc. 10, 24)
- Artur Święs – Henry Masterson – Headmaster (odc. 13, 18)

i inni
Lektor: Ireneusz Załóg

## Odcinki
- Serial po raz pierwszy pojawił się w Polsce na kanale Jetix:
  - Film (odcinki 1-3), I seria (odcinki 4-16) i II seria (odcinki 17-29) – 11 października 2008 roku
  - III seria (odcinki 30-42) – nieemitowane

### Spis odcinków
| Premiera odcinka | N/o | Polski tytuł                   | Angielski tytuł                       |
| ---------------- | --- | ------------------------------ | ------------------------------------- |
|                  |     |                                |                                       |
| FILM             |     |                                |                                       |
|                  |     |                                |                                       |
| 11.10.2008       | 01  | Transformacja i jazda          | Transform and Roll Out!               |
| 11.10.2008       | 02  | Transformacja i jazda          | Transform and Roll Out!               |
| 18.10.2008       | 03  | Transformacja i jazda          | Transform and Roll Out!               |
|                  |     |                                |                                       |
| SERIA PIERWSZA   |     |                                |                                       |
|                  |     |                                |                                       |
| 18.10.2008       | 04  | Dom jest tam gdzie iskra       | Home Is Where the Spark Is            |
|                  |     |                                |                                       |
| 25.10.2008       | 05  | Wielkie roztopienie            | Total Meltdown                        |
|                  |     |                                |                                       |
| 25.10.2008       | 06  | Wybuch z przeszłości           | Blast From the Past                   |
|                  |     |                                |                                       |
| 01.11.2008       | 07  | Gorączka polowania             | The Thrill of the Hunt                |
|                  |     |                                |                                       |
| 01.11.2008       | 08  | Nanosec                        | Nanosec                               |
|                  |     |                                |                                       |
| 08.11.2008       | 09  | W sieci pająka                 | Along Came a Spider                   |
|                  |     |                                |                                       |
| 08.11.2008       | 10  | Wściekłość i wrzaski           | Sound and Fury                        |
|                  |     |                                |                                       |
| 15.11.2008       | 11  | Znaleziona zguba               | Lost and Found                        |
|                  |     |                                |                                       |
| 15.11.2008       | 12  | Przetrwają najlepsi            | Survival of the Fittest               |
|                  |     |                                |                                       |
| 22.11.2008       | 13  | Kierownik                      | Headmaster                            |
|                  |     |                                |                                       |
| 22.11.2008       | 14  | Zew natury                     | Nature Calls                          |
|                  |     |                                |                                       |
| 29.11.2008       | 15  | Powrót Megatrona               | Megatron Rising                       |
| 29.11.2008       | 16  | Powrót Megatrona               | Megatron Rising                       |
|                  |     |                                |                                       |
| SERIA DRUGA      |     |                                |                                       |
|                  |     |                                |                                       |
| 06.12.2008       | 17  | Gwardzista elitarny            | The Elite Guard                       |
|                  |     |                                |                                       |
| 06.12.2008       | 18  | Powrót Headmastera             | Return of the Headmaster              |
|                  |     |                                |                                       |
| 13.12.2008       | 19  | Misja wykonana                 | Mission Accomplished                  |
|                  |     |                                |                                       |
| 13.12.2008       | 20  | Śmieci weszły, śmieci wyszły   | Garbage In, Garbage Out               |
|                  |     |                                |                                       |
| 20.12.2008       | 21  | Prędkość                       | Velocity                              |
|                  |     |                                |                                       |
| 20.12.2008       | 22  | Narodziny Constructiconów      | Rise of the Constructicons            |
|                  |     |                                |                                       |
| 27.12.2008       | 23  | Garść Energonu                 | A Fistful of Energon                  |
|                  |     |                                |                                       |
| 27.12.2008       | 24  | Towarzystwo Zbrodni Wszelakich | S.U.V. – Society of Ultimate Villainy |
|                  |     |                                |                                       |
| 03.01.2009       | 25  | Maszeruj Autobocie             | Autoboot Camp                         |
|                  |     |                                |                                       |
| 03.01.2009       | 26  | Czarny piątek                  | Black Friday                          |
|                  |     |                                |                                       |
| 10.01.2009       | 27  | Nikogo nie ma w domu           | Sari, No One’s Home                   |
|                  |     |                                |                                       |
| 10.01.2009       | 28  | O jeden most za blisko         | A Bridge Too Close                    |
| 17.01.2009       | 29  | O jeden most za blisko         | A Bridge Too Close                    |
|                  |     |                                |                                       |
| SERIA TRZECIA    |     |                                |                                       |
|                  |     |                                |                                       |
|                  | 30  |                                | Transwarped                           |
|                  | 31  |                                | Transwarped                           |
|                  | 32  |                                | Transwarped                           |
|                  |     |                                |                                       |
|                  | 33  |                                | Three's A Crowd                       |
|                  |     |                                |                                       |
|                  | 34  |                                | Where Is Thy Sting                    |
|                  |     |                                |                                       |
|                  | 35  |                                | Five Servos of Doom                   |
|                  |     |                                |                                       |
|                  | 36  |                                | Predacons Rising                      |
|                  |     |                                |                                       |
|                  | 37  |                                | Human Error                           |
|                  | 38  |                                | Human Error                           |
|                  |     |                                |                                       |
|                  | 39  |                                | Deception Air                         |
|                  |     |                                |                                       |
|                  | 40  |                                | This is Why I Hate Machines           |
|                  |     |                                |                                       |
|                  | 41  |                                | Endgame                               |
|                  | 42  |                                | Endgame                               |
|                  |     |                                |                                       |

## Opis odcinków

### Seria pierwsza
|            | Polski tytuł | Angielski tytuł                    | Premiera w Polsce    |
| ---------- | --- | ---------------------------------- | -------------------- |
|            | |                                    |                      |
| Odcinek 1  | „Transformacja i jazda, cz. 1” | „Transform and Roll Out! Part I”   | 11 października 2008 |
| Odcinek 1  | Optimus Prime ogląda filmy z przeszłości. Wtedy jeszcze Autoboty walczyły z Deceptikonami. Zajęcie to przerywa mu Ratchet. Cała załoga Autobotów zajmuje się obecnie naprawą mostów kosmicznych. Czas naprawić jeden z nich. Podczas tej naprawy Autoboty znajdują nieokreślony obiekt. Okazuje się, że jest to Wszechiskra. wszyscy oczywiście o niej słyszeli, lecz nigdy jej nie wiedzieli. Niedaleko tego miejsca zlokalizowano obiekt. Jest to zbliżający się do mechaników statek Deceptikonów. Przeskanowali oni statek Autobotów i znaleźli Wszechiskrę, którą Optimus Prime wraz z drużyną zabrali. Niedługo później, gdy oba statki zbliżyły się do siebie, Megatron postanowił zdobyć źródło bardzo potężnej energii – Wszechiskrę. Jednak przed jego wyruszeniem Starscream przypiął mu bombę. Wybuchła ona, gdy wódz Deceptikonów był na kadłubie statku Autobotów. Przeżył jednak to i chcąc zdobyć Wszechiskrę wdarł się do środka. Optimusowi i jego załodze udało się go pokonać. Jednak trafili do mostu i polecieli na Ziemię zatapiając statek w jeziorze. Megatron także trafił na Ziemię, lecz to był jednak jego koniec. jego głowę odnalazł młody jeszcze Isaac Sumdac. Przyczyniło się to do tego, iż został on profesorem i dzięki niemu Detroit bardzo się rozwinęło i wybudował fabrykę robotów. Zdarzyło się to 50 lat po akcji z Megatronem na statku Autobotów. |                                    |                      |
|            | |                                    |                      |
| Odcinek 2  | „Transformacja i jazda, cz. 2” | „Transform and Roll Out! Part II”  | 11 października 2008 |
| Odcinek 2  | |                                    |                      |
|            | |                                    |                      |
| Odcinek 3  | „Transformacja i jazda, cz. 3” | „Transform and Roll Out! Part III” | 18 października 2008 |
| Odcinek 3  | Autoboty uchodzą teraz w mieście Detroit za bohaterów. Ratują mieszkańców i pomagają im. Bumblebee zdobył nawet nową przyjaciółkę. Sari Sumdac początkowo zaczęła się przyjaźnić tylko z jednym Autobotem, lecz z czasem obięło to także resztę drużyny. Podczas otwarcia najszybszego metra w mieście Isssc Sumdac nakazał rozpocząć pokaz lotów samolotami, pojawił się tam także Starscream. Zaczął on atakować na Autoboty, aby zdobyć iskrę. Nie udało mu się to, więc wziął zakładników i Bumblebee. Autobotom wraz z Sari udało się ułożyć plan, żeby odzyskać przyjaciół i nie oddwać iskry. Plan udało się przeprowadzić, choć z drobnymi problemami. Wszyscy zostali bezpiecznie odstawieni na ziemię, lecz Sari mogła spaść z wysokości na ziemię. Optimus Prime o mało nie przypłacił życiem odebrania Wszechiskry Starscreamowi. Jednak dzięki Sari udało mu się przeżyć i wszystko zaczęło wracać do normy. Autoboci pomagali mieszkańcom w odbudowie miasta. |                                    |                      |
|            | |                                    |                      |
| Odcinek 4  | „Dom jest tam gdzie iskra” | „Home Is Where the Spark Is”       | 18 października 2008 |
| Odcinek 4  | |                                    |                      |
|            | |                                    |                      |
| Odcinek 5  | „Wielkie roztopienie” | „Total Meltdown”                   | 25 października 2008 |
| Odcinek 5  | |                                    |                      |
|            | |                                    |                      |
| Odcinek 6  | „Wybuch z przeszłości” | „Blast From the Past”              | 25 października 2008 |
| Odcinek 6  | Sari Sumdac wraz z Autobotami odwiedza „Park Dinozaurów” w Detroit. Tam robot Sari mówi Autobotom, że dinozaury żyły ponad 100 milionów lat temu. Na nieszczęście Bulkhead przypadkowo demoluje trzy dinozaury. Megatron, który był nadal bez ciała, postanawia przejąć je i wykorzystać do swych celów. Nagle Isaac Sumdac wchodzi do laboratorium i zamartwia się. Wtedy Megatron się ujawnia Sumdacowi i mówi mu, by nie zdradził Autobotom tajemnicy. Tymczasem Prowl trenuje Bulkhead'a (który przypadkowo miażdży Prowla). Wieczorem Isaac oznajmia wszystkim, że stworzył unowoczesnione wersje dinozaurów i nazwał je „Dinobotami”. Wtedy Megatron przejmuje kontrolę nad dinozaurami i Dinoboty rozpoczynają terror. Bumblebee i Ratchet tworzą impuls elektromagnetyczny i starają się powstrzymać dinozaury. Wtedy Sari używa swego klucza, by wzmocnić działanie „żądeł” Bumblebee i przez to zwiększona siła impulsu zrywa z dinobotów skórę i okazuje się, że te dinozaury były robotami. Issac zawozi je do laboratorium, gdzie jeden z nich, Grimlock, powoli mówi. Megatron nakazuje jemu i dwóm dinobotom zaatakować Autoboty. Wtedy Bulkhead używa tego, czego uczy Prowl, ale z marnym skutkiem, lecz udaje mu się wrzucić Dinoboty do smoły. Issac postanawia je stopić, ale Prowl odczuwa w nich Iskrę. Potajemnie z Bulkheadem transportuje Dinoboty na pobliską wyspę i używa projektora, by nikt się nie domyślił. Tymczasem Dinobot Grimlock transformuje się do trybu robota i mówi: „Ja, Grimlock, lubić walczyć”. |                                    |                      |
|            | |                                    |                      |
| Odcinek 7  | „Gorączka polowania” | „The Thrill of the Hunt”           | 1 listopada 2008     |
| Odcinek 7  | |                                    |                      |
|            | |                                    |                      |
| Odcinek 8  | „Nanosec” | „Nanosec”                          | 1 listopada 2008     |
| Odcinek 8  | |                                    |                      |
|            | |                                    |                      |
| Odcinek 9  | „W sieci pająka” | „Along Came a Spider”              | 8 listopada 2008     |
| Odcinek 9  | |                                    |                      |
|            | |                                    |                      |
| Odcinek 10 | „Wściekłość i wrzaski” | „Sound and Fury”                   | 8 listopada 2008     |
| Odcinek 10 | |                                    |                      |
|            | |                                    |                      |
| Odcinek 11 | „Znaleziona zguba” | „Lost and Found”                   | 15 listopada 2008    |
| Odcinek 11 | |                                    |                      |
|            | |                                    |                      |
| Odcinek 12 | „Przetrwają najlepsi” | „Survival of the Fittest”          | 15 listopada 2008    |
| Odcinek 12 | |                                    |                      |
|            | |                                    |                      |
| Odcinek 13 | „Headmaster” | „Headmaster”                       | 22 listopada 2008    |
| Odcinek 13 | |                                    |                      |
|            | |                                    |                      |
| Odcinek 14 | „Zew natury” | „Nature Calls”                     | 22 listopada 2008    |
| Odcinek 14 | |                                    |                      |
|            | |                                    |                      |
| Odcinek 15 | „Powrót Megatrona, cz. 1” | „Megatron Rising, Part I”          | 29 listopada 2008    |
| Odcinek 15 | |                                    |                      |
|            | |                                    |                      |
| Odcinek 16 | „Powrót Megatrona, cz. 2” | „Megatron Rising, Part II”         | 29 listopada 2008    |
| Odcinek 16 | |                                    |                      |
|            | |                                    |                      |

### Seria druga
|            | Polski tytuł | Angielski tytuł                         | Premiera w Polsce |
| ---------- | --- | --------------------------------------- | ----------------- |
|            | |                                         |                   |
| Odcinek 17 | „Gwardzista elitarny” | „The Elite Guard”                       | 6 grudnia 2008    |
| Odcinek 17 | |                                         |                   |
|            | |                                         |                   |
| Odcinek 18 | „Powrót Headmastera” | „Return of the Headmaster”              | 6 grudnia 2008    |
| Odcinek 18 | |                                         |                   |
|            | |                                         |                   |
| Odcinek 19 | „Misja wykonana” | „Mission Accomplished”                  | 13 grudnia 2008   |
| Odcinek 19 | |                                         |                   |
|            | |                                         |                   |
| Odcinek 20 | „Śmieci weszły, śmieci wyszły” | „Garbage In, Garbage Out”               | 13 grudnia 2008   |
| Odcinek 20 | |                                         |                   |
|            | |                                         |                   |
| Odcinek 21 | „Prędkość” | „Velocity”                              | 20 grudnia 2008   |
| Odcinek 21 | |                                         |                   |
|            | |                                         |                   |
| Odcinek 22 | „Narodziny Constructiconów” | „Rise of the Constructicons”            | 20 grudnia 2008   |
| Odcinek 22 | |                                         |                   |
|            | |                                         |                   |
| Odcinek 23 | „Garść Energonu” | „A Fistful of Energon”                  | 27 grudnia 2008   |
| Odcinek 23 | |                                         |                   |
|            | |                                         |                   |
| Odcinek 24 | „Towarzystwo Zbrodni Wszelakich” | „S.U.V. – Society of Ultimate Villainy” | 27 grudnia 2008   |
| Odcinek 24 | |                                         |                   |
|            | |                                         |                   |
| Odcinek 25 | „Maszeruj Autobocie” | „Autoboot Camp”                         | 3 stycznia 2009   |
| Odcinek 25 | |                                         |                   |
|            | |                                         |                   |
| Odcinek 26 | „Czarny piątek” | „Black Friday”                          | 3 stycznia 2009   |
| Odcinek 26 | Bumblebee i Sari przychodzą do więzienia by dowiedzieć się jak przyłapać Powella na przestępstwie, Meltdown powiedział by go wypuścili a wtedy im pomoże, Sari i Autobot odmówili i wyszli. Blackarachnia każe Dinobotom porwać z więzienia Prometheusa Blacka (pseudonim Meltdown), by pomógł jej w niebezpiecznym eksperymencie usunięcia jej organicznej połowy, tymczasem Optimus, Bumblebee i Prowl chcą się dowiedzieć czemu Dinoboty, uwolniły Meltdowna z więzienia ale wcześniej Bumblebee i Prowl zakładają się, że Bumblebee nie wytrzyma 10 cykli (10 minut), by się nie odezwać. Na wyspie Prowl i Bumblebee zostają potraktowani jadem Blackarachni, każe Optimusowi i Dinobotowi Grimlockowi ukraść modyfikator genów Prometheusza bo inaczej Prowl i Bumblebee nie dostaną antidotum i zostaną odłączeni, Optimus idzie z Dinobotem, by ocalić swych przyjaciół od śmierci a Grimlock który na początku odcinka zakochuje się w Blackarachni idzie z nim by uszczęśliwić „Pani Pająk”. |                                         |                   |
|            | |                                         |                   |
| Odcinek 27 | „Nikogo nie ma w domu” | „Sari, No One’s Home”                   | 10 stycznia 2009  |
| Odcinek 27 | Sari zostaje sama w domu gdy reszta wyrusza na poszukiwanie Constructikonów,Bulkhead zauważa, że Bumblebee ma przeciek, ale tymczasem okazuje się, że Mixmaster i Scrapper po śladzie oleju Bumblebee trafiają do bazy.Sari musi obronić Bazę przed żądnymi oleju Constructikonami. |                                         |                   |
|            | |                                         |                   |
| Odcinek 28 | „O jeden most za blisko, cz. 1” | „A Bridge Too Close, Part I”            | 10 stycznia 2009  |
| Odcinek 28 | |                                         |                   |
|            | |                                         |                   |
| Odcinek 29 | „O jeden most za blisko, cz. 2” | „A Bridge Too Close, Part II”           | 17 stycznia 2009  |
| Odcinek 29 | Walka z Autobotami i Decepticonami nadal trwa. Megatron odpala swój most. Sari i Ratchet tworzą robota zwanego Omega Supreme. Omega Supreme poświęca się ratując Ziemię. Po udanej akcji Sari dowiaduje się, że jej łokieć jest mechaniczny, co oznacza, że jest robotem. |                                         |                   |
|            | |                                         |                   |